# Sojuz 33
Sojuz 33 è la denominazione di una missione della navicella spaziale Sojuz verso la stazione spaziale sovietica Saljut 6 (DOS 5). Si trattò del trentaduesimo volo equipaggiato di questa capsula, del cinquantatreesimo volo nell'ambito del programma Sojuz sovietico nonché del nono volo equipaggiato verso la predetta stazione spaziale. Originariamente era programmato quale ottavo equipaggio - a causa dell'insuccesso della Sojuz 25 - a visitare e soggiornare all'interno della stazione stessa. La manovra di aggancio non poté essere svolta e pertanto la missione entrò negli annali storici come secondo insuccesso di una missione lanciata verso la Saljut 6.

## Equipaggio

### Equipaggio principale
| Ruolo                  | Equipaggio                            | Equipaggio                            |
| ---------------------- | ------------------------------------- | ------------------------------------- |
| Comandante             | Nikolaj Rukavišnikov, NPOE Terzo volo | Nikolaj Rukavišnikov, NPOE Terzo volo |
| Cosmonauta ricercatore | Georgi Ivanov, Intercosmos Primo volo | Georgi Ivanov, Intercosmos Primo volo |

### Equipaggio di riserva
| Ruolo                  | Equipaggio                          | Equipaggio                          |
| ---------------------- | ----------------------------------- | ----------------------------------- |
| Comandante             | Jurij Romanenko, GCTC               | Jurij Romanenko, GCTC               |
| Cosmonauta ricercatore | Aleksandăr Aleksandrov, Intercosmos | Aleksandăr Aleksandrov, Intercosmos |

## Missione
La quarta visita di un equipaggio del programma Intercosmos a bordo della Saljut 6 venne programmato per portare il primo cosmonauta di origine bulgara nello spazio e venne concepito quale unico equipaggio ospite del terzo equipaggio base di questa stazione. In assoluto si sarebbe trattato del quinto equipaggio ospite della stazione spaziale sovietica. I programmi di volo furono analoghi alle precedenti missioni del programma Intercosmos, cioè l'esecuzione di vari esperimenti con prodotti tipici del paese ospite, il collegamento via radio con i capi dello Stato e la trasmissione in diretta televisiva del lancio ed atterraggio della capsula. Inoltre, come ormai solito per le missioni del programma Sojuz, fu programmato che l'equipaggio ospite scambiasse la sua capsula con la capsula dell'equipaggio base - in questo caso con la Sojuz 32, onde consentire a questo una permanenza prolungata a bordo della stazione spaziale. Infatti i velivoli spaziali Sojuz erano dotati di riserve d'energia per un massimo di 90 giorni.
Durante la manovra di avvicinamento venne eseguita, a circa 4 km di distanza dalla stazione spaziale, la sesta ed ultima accensione del congegno propulsore principale della Sojuz 33 che doveva durare per 6 secondi. Il congegno propulsore si spense però, del tutto inusualmente, dopo soli tre secondi. I cosmonauti presenti a bordo della Saljut 6 poterono osservare una fiamma che si estese in direzione del congegno propulsore di riserva. Inoltre il sistema di pilotaggio per la manovra d'aggancio Igla segnalò un malfunzionamento. Così si dovette decidere di interrompere immediatamente la manovra e la missione stessa.
Durante la manovra di avvio della procedura di rientro, cioè l'accensione dei retrorazzi frenanti, la quale venne eseguita con il sistema di riserva, lo spegnimento automatico degli stessi non avvenne automaticamente come previsto dopo 188 secondi. Solo 25 secondi più tardi il cosmonauta comandante Nikolaj Rukavišnikov riuscì a spegnere manualmente il congegno propulsore. Il risultato di questa manovra fu che la traiettoria di rientro divenne esclusivamente balistica cioè comportante un'esposizione allo sforzo fisico per i due cosmonauti estremamente alto. Infatti durante il rientro si raggiunse un'esposizione alla forza pari a circa 10 g cioè corrispondente a 98 m/s². Il modulo di servizio viene staccato prima del rientro in atmosfera e pertanto non fu possibile chiarire completamente le cause che avevano comportato a questi malfunzionamenti. L'equipaggio comunque atterrò, nonostante lo sforzo fisico, senza incontrare ulteriori problemi critici per la loro incolumità.

## Ulteriori dati di volo
- Denominazione Astronomica Internazionale: 1979-29

I parametri sopra elencati indicato i dati pubblicati immediatamente dopo il termine della fase di lancio. Le continue variazioni ed i cambi di traiettoria d'orbita sono dovute alle manovre di aggancio. Pertanto eventuali altre indicazioni risultanti da fonti diverse sono probabili ed attendibili in considerazione di quanto descritto.